# Hero y Leandro

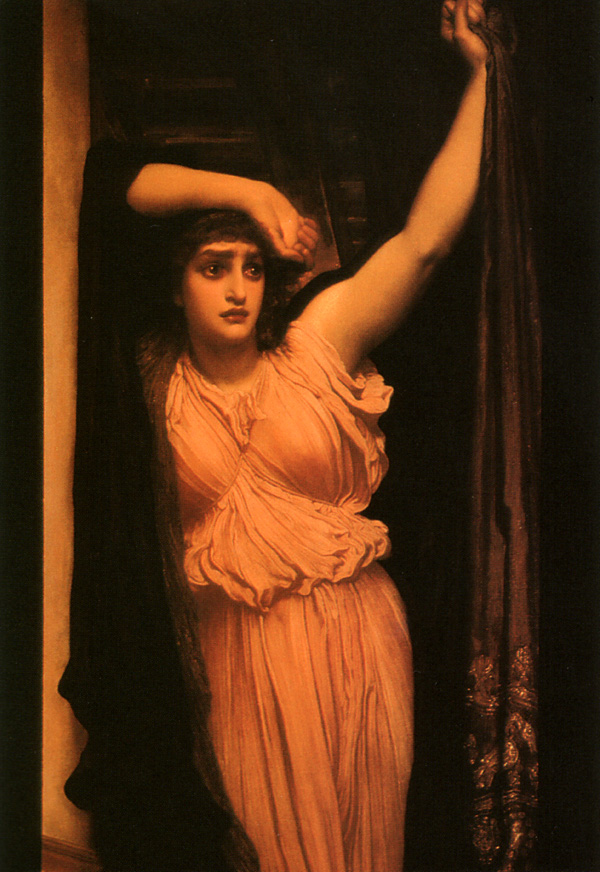
La última mirada de Hero por Frederic Leighton, describe a Hero ansiosamente esperando a Leandro durante la tormenta.

Hero y Leandro es un mito griego acerca de dos desafortunados amantes. 

## El mito
Hero era una sacerdotisa de Afrodita que vivía en una torre en Sesto, en el extremo del Helesponto. Leandro, al otro lado del estrecho, se enamoró de ella. Los padres de ambos jóvenes se opusieron a que se casaran como era su deseo, y, hartos de sus encuentros a pesar de las indicaciones que les hacían, les prohibieron terminantemente cualquier contacto. Los jóvenes idearon un plan para verse en secreto. 
Cada noche, Hero encendía una lumbre desde la torre, y esta servía de guía para que Leandro, en la orilla opuesta, cruzase y llegara hasta ella. Una noche, sin embargo, hubo un fuerte vendaval que apagó la lumbre encendida por Hero la cual se había quedado dormida mientras esperaba a Leandro, por lo que el amante perdió el camino y apareció ahogado. Hero se lanzó desde la torre, suicidándose. Amaneció, y los padres de los jóvenes, arrepentidos por la pérdida, los unieron para el entierro. Leandro murió como un héroe.

## El mito en la literatura posterior, arte y arquitectura

### Literatura

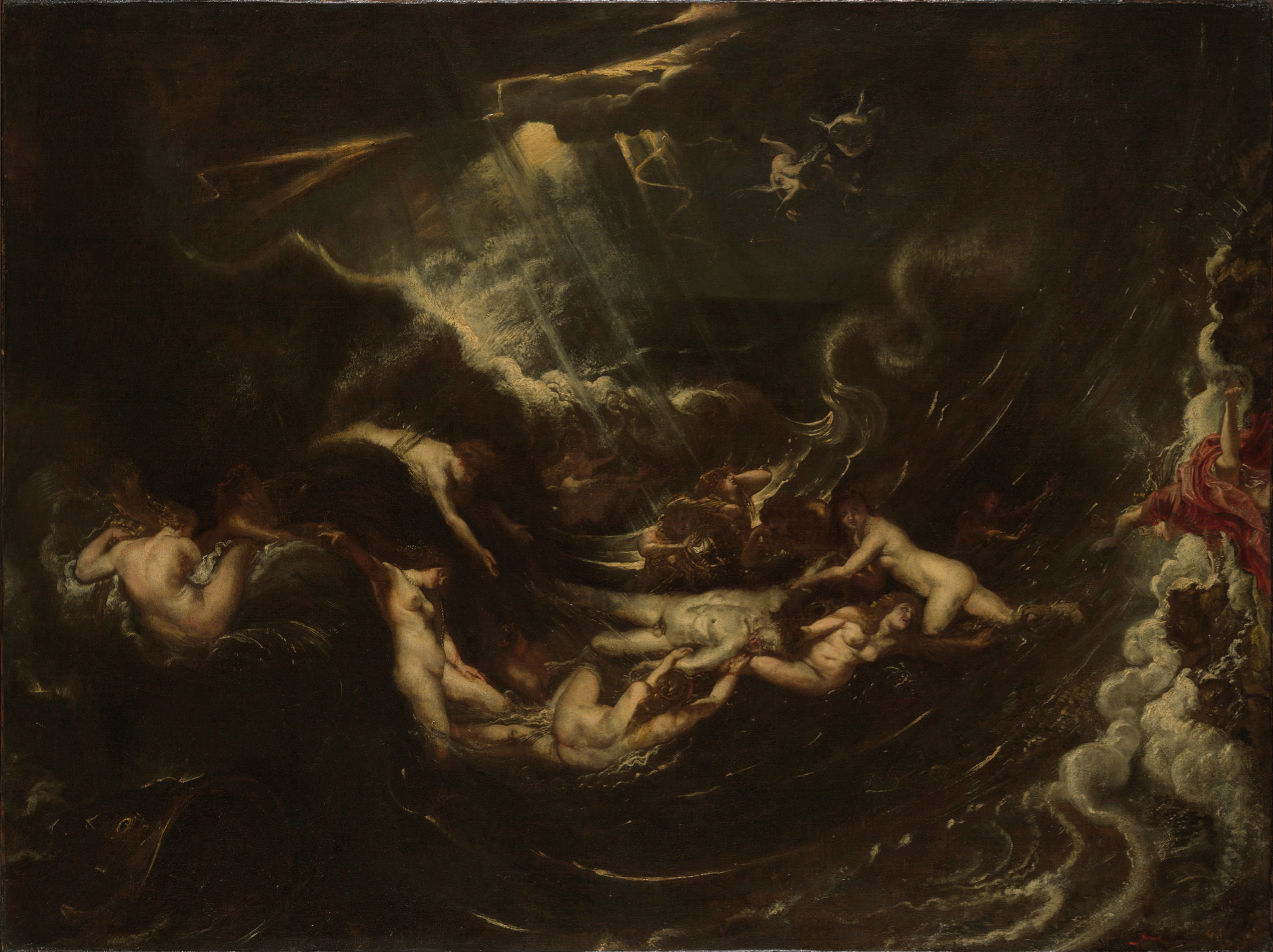
Hero y Leandro de Pedro Pablo Rubens.

El mito romántico de Hero y Leandro ha sido muy usado en la literatura y el arte:
- Ovidio lo trató en sus Heroidas, 18 y 19, como un intercambio de cartas entre los amantes. Leandro ha sido incapaz de cruzar a nado para ir hasta Hero debido al mal tiempo, la insistencia de ella para que haga un esfuerzo resultará fatal para los amantes.
- Marcial, en su epigrama XXVb (Liber spectaculorum) cuenta los instantes finales de Leandro quien pide a las olas que le dejen ver a su amada una última vez: “Parcite dum propero, mergite cum redeo”.
- Museo, poeta bizantino, también escribió un poema, del que Aldo Manucio hizo una de sus primeras publicaciones (1493), después de establecer su famosa imprenta en Venecia (su objetivo como humanista era lograr que la Literatura Griega Antigua estuviera disponible para los estudiantes). El poema de Museo tuvo tempranas traducciones a lenguas europeas por Tasso (italiano), Boscán (español) y Marot (francés). Durante el Renacimiento se creía que este poema era prehomérico: George Chapman reflexiona al final de su versión de las obras de Marlowe que los amantes muertos tienen el honor de haber sido 'los primeros que poeta alguno cantó'. La traducción de Chapman, de 1616, tiene el título 'El divino poema de Museo'. Primero de todos los libros. Traducido del original por Geo: Chapman'.
- Joan Roís de Corella, escritor valenciano del Siglo de Oro de la lengua catalana, hizo "Leànder i Hero", una versión en prosa valenciana, de gran calidad estilística y la primera versión de la Península en prosa.
- Christopher Marlowe, poeta renacentista, inició una extensa versión de la historia, pero termina cuando ellos se hacen amantes.

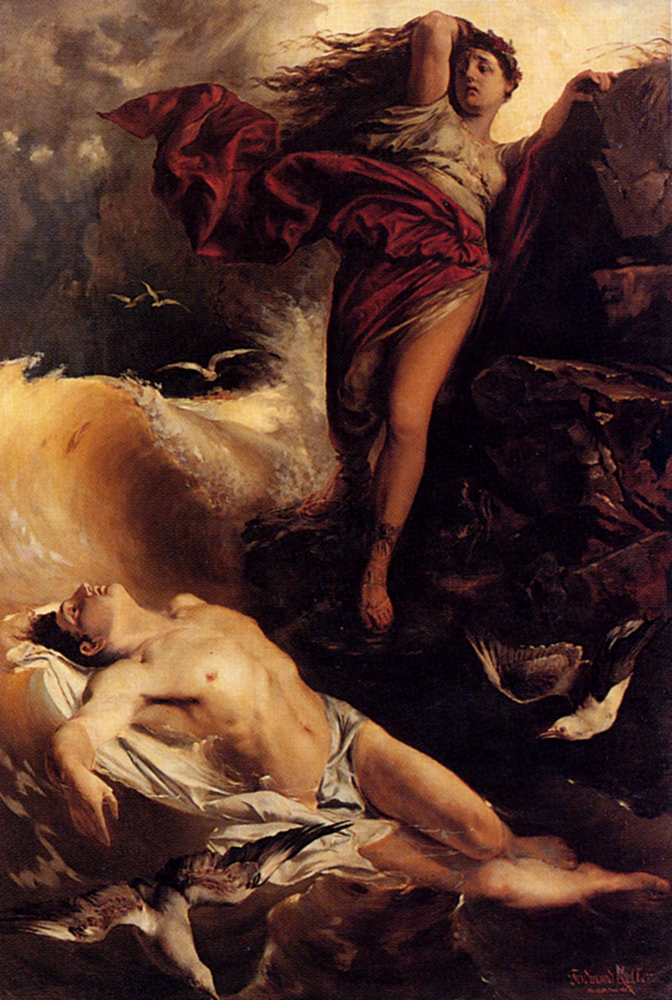
Hero y Leandro, obra de Ferdinand Keller.

- George Chapman completó el poema después de la muerte de Marlowe. Este poema, iniciado por Marlowe y terminado por Chapman, fue repetidamente impreso en la primera mitad del siglo XVII, con ediciones en 1598 (Linley); 1600 y 1606 (Flasket); 1609, 1613, 1617, 1622 (Blount); 1629 (Hawkins); y 1637 (Leake).
- Sir Walter Raleigh alude a la historia, en su 'The Ocean's Love to Cynthia' (El Amor del Océano a Cynthia), en la cual Hero ha caído dormida, y falla en mantener encendida la lámpara que guía a Leandro (otras versiones, como la de Chapman, hablan de su desesperada lucha por mantener la lámpara encendida).
- La obra de Ben Jonson Bartholomew Fair (La Feria de San Bartolomé) presenta un teatro de títeres de Hero y Leandro en el Acto V, trasladado a Londres, con el Támesis sirviendo como el Helesponto entre los amantes.
- Es también el objeto de una novela de Milorad Pavić.
- Juan Boscán escribió el poema Hero y Leandro en endecasílabos libres.
- Leandro es el objeto del Soneto XXIX del poeta español Garcilaso de la Vega, del siglo XVI.
- Leandro también aparece en la letrilla Ándeme yo caliente y ríase la gente, (31-37) de Luis de Góngora y Argote (1581).
- Calderón de la Barca lo menciona brevemente en La dama duende en boca de Cosme (Jornada I) (1629).
- En Afectos varios de su corazón fluctuando en las ondas de los cabellos de Lisi de Francisco de Quevedo hay una referencia a este mito metaforizando un viaje hacia el cabello de Lisi.
- Juan Timoneda cuenta la historia de los amantes en el romance Aguardando estaba Hero, también del siglo XVI.
- Hay una breve alusión a la historia en la comedia Mucho ruido y pocas nueces, de William Shakespeare, otra en Los dos hidalgos de Verona, y otra en El sueño de una noche de verano, en la forma de una confusión entre los nombres de Lisandro y Helena con los de Hero y Leandro. Pero la más famosa alusión shakespeariana es, sin embargo, en el Acto IV, escena I, de Como gustéis.
- Hero y Leandro es el título de uno de los primeros trabajos preservados de la literatura asturiana, escrito por Antón de Marirreguera.
- Dentro de la literatura española moderna, el soneto Leandro, de Ernesto Filardi trata este tema mitológico. Está incluido en el poemario Penúltimo Momento (Madrid, Sial, 2005).

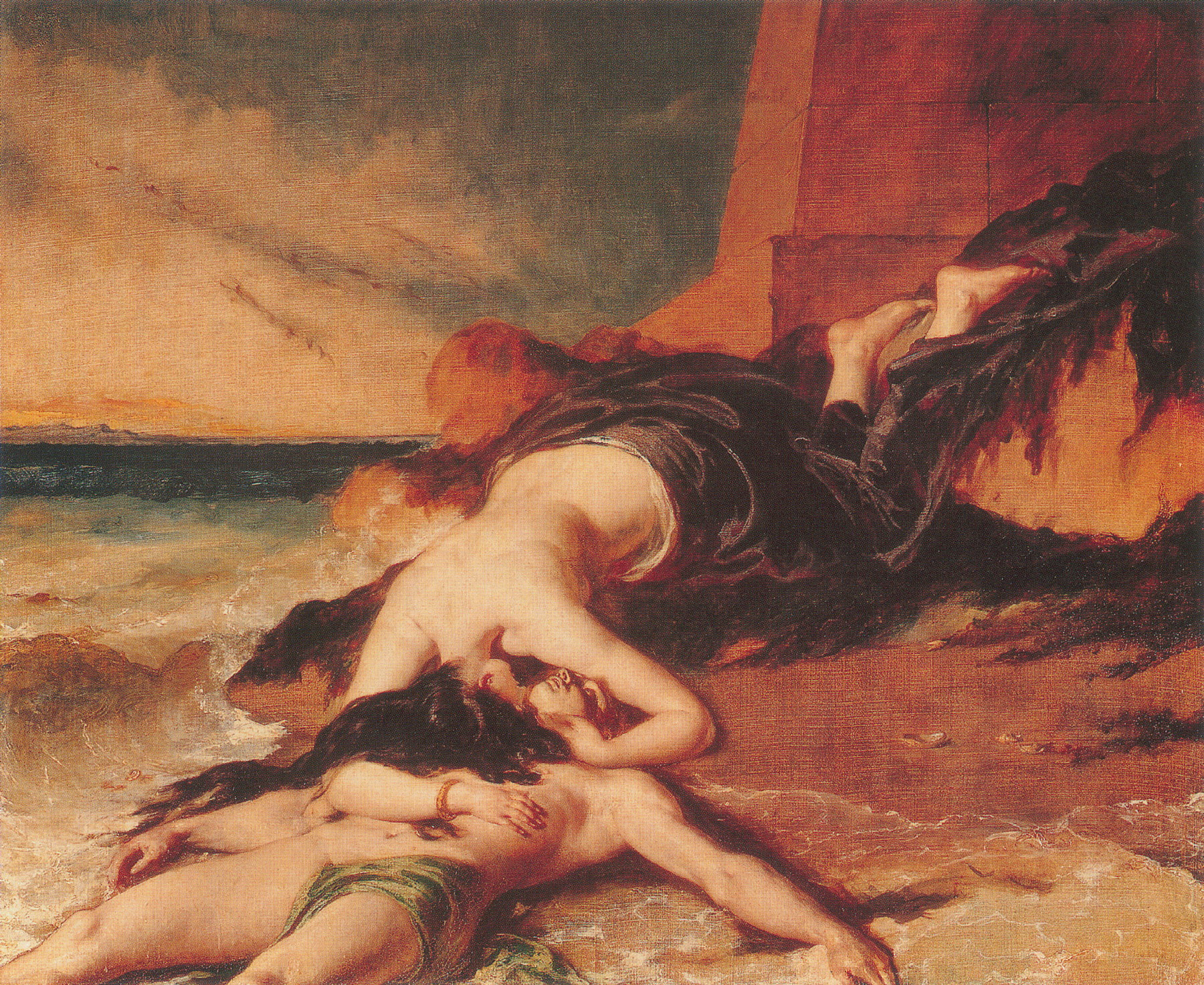
Hero and Leander, de William Etty.

### Arte
Encontramos referencias en música:
- Robert Schumann: "In der Nacht" ("En la noche") en "Piezas de fantasía" op. 12. Schumann escribe en una carta dirigida a su futura esposa Clara Wieck: "Tras componer la pieza me di cuenta de que ella mostraba la historia de Hero y Leandro[1]"

Franz Liszt también hace alusión a esta obra en su segunda Balada para piano. Al igual que Schumann, la sucesión de los acontecimientos del mito cuadran con la estructura argumental que narra esta Balada.

### Arquitectura
La Torre de Leandro, en el Bósforo, fue llamada así por los antiguos griegos y después por los bizantinos. Actualmente la torre es conocida con el nombre turco de «Kız Kulesi», que significa «La torre de la doncella».